# Oblivion (Alton Towers)
Oblivion in Alton Towers (Alton, Staffordshire, Vereinigtes Königreich) ist eine Stahlachterbahn vom Modell Dive Coaster des Herstellers Bolliger & Mabillard, die am 14. März 1998 eröffnet und vom Ingenieurbüro Stengel konstruiert wurde.
Oblivion war die erste Achterbahn des Modells Dive Coaster. Zusammen mit der 2000 eröffneten, spiegelbildlich baugleichen Bahn Diving Machine G5 in Janfusun Fancyworld ist ihre Abfahrt aber im Gegensatz zu den Nachfolgern nicht 90°, sondern 87,5° steil. Dass ihre Abfahrt von 54,9 m länger ist als ihre Höhe von 19,8 m liegt daran, dass ihre Abfahrt in einen Tunnel unter die Erde führt.

## Wagen
Oblivion besitzt sieben Wagen. In jedem Wagen können 16 Personen (zwei Reihen à acht Personen) Platz nehmen. Die Fahrgäste müssen mindestens 1,42 m groß sein, um mitfahren zu dürfen. Als Rückhaltesystem kommen Schulterbügel zum Einsatz.